# 215021 Fanjingshan
215021 Fanjingshan este o planetă minoră (asteroid) din centura de asteroizi. A fost descoperită pe 26 ianuarie 2009 la Xuyi County⁠(d) de Observatorul de pe Muntele Purpuriu⁠(d). 
Obiectul prezintă o orbită caracterizată de o semiaxă mare de 2,6633787684435 UAi, o excentricitate de 0,2041331080101, o înclinație de 13,262629716924 ° în raport cu ecliptica.